# Виртуальная реальность

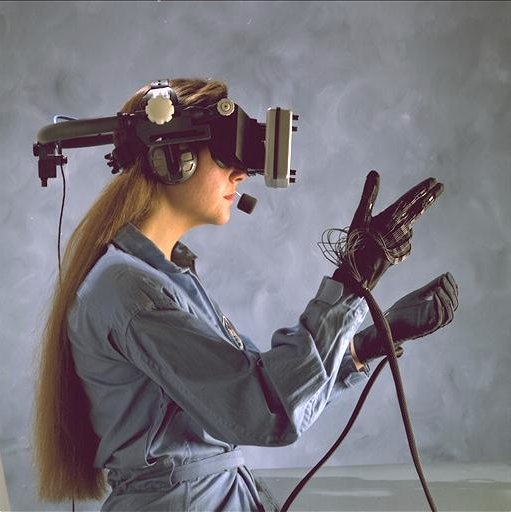
Шлем и перчатки виртуальной реальности

Виртуа́льная реа́льность (ВР, англ. virtual reality, VR, искусственная действительность) — созданный техническими средствами мир, передаваемый человеку через его ощущения: зрение, слух, осязание и другие. Виртуальная реальность имитирует как воздействие, так и реакции на воздействие. Для создания убедительного комплекса ощущений реальности компьютерный синтез свойств и реакций виртуальной реальности производится в реальном времени.
Объекты виртуальной реальности обычно ведут себя близко к поведению аналогичных объектов материальной реальности. Пользователь может воздействовать на эти объекты в согласии с реальными законами физики (гравитация, свойства воды, столкновение с предметами, отражение и т. п.). Однако, часто в развлекательных целях пользователям виртуальных миров позволяется больше, чем возможно в реальной жизни (например: летать, создавать любые предметы и т. п.).
Не следует путать виртуальную реальность с дополненной. Их коренное различие в том, что виртуальная конструирует новый искусственный мир, а дополненная реальность лишь вносит отдельные искусственные элементы в восприятие мира реального.

## Реализация

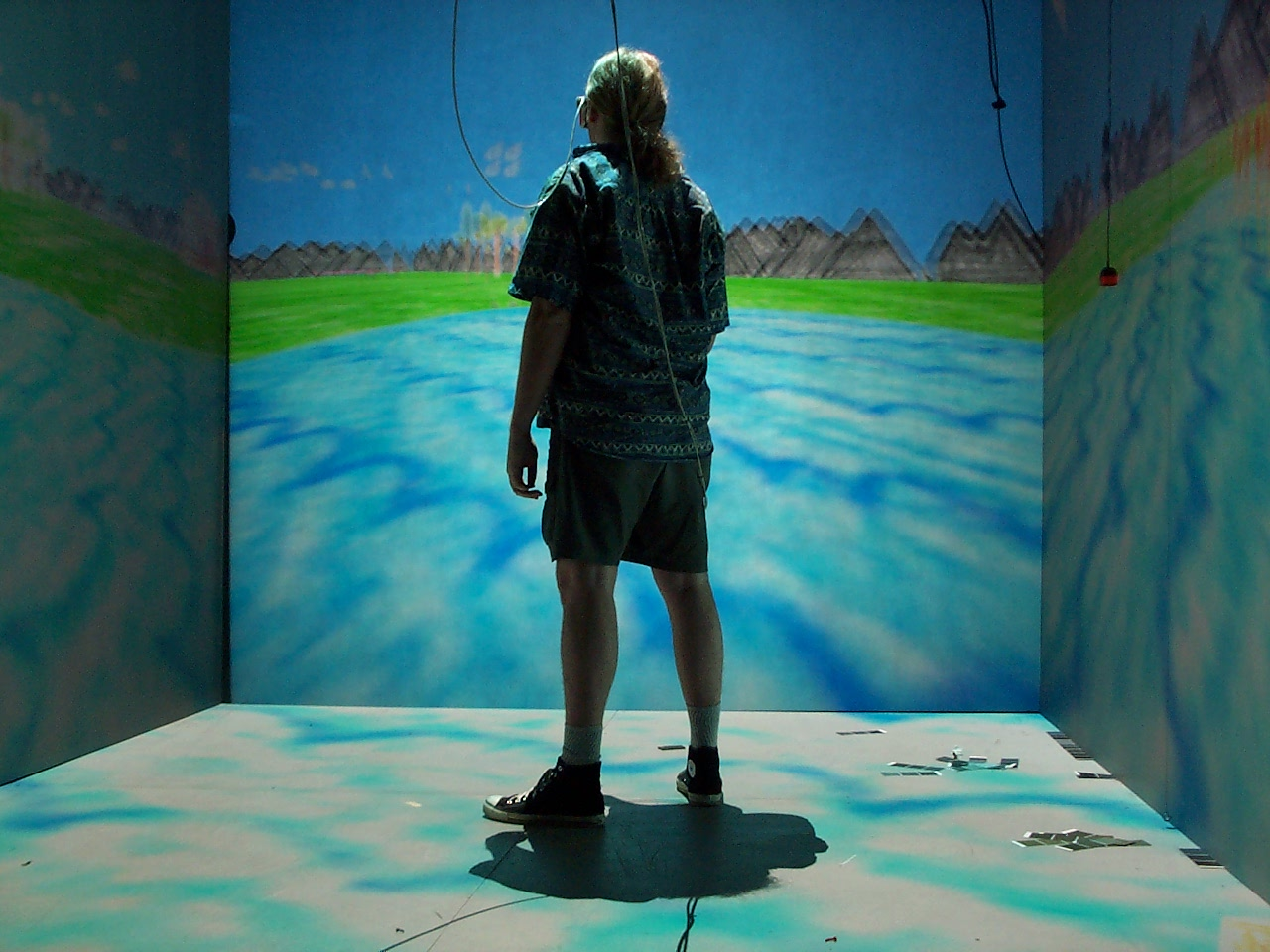
Комната системы CAVE

Системами «виртуальной реальности» называются устройства, которые более полно по сравнению с обычными компьютерными системами имитируют взаимодействие с виртуальной средой, путём воздействия на все пять имеющихся у человека органов чувств.

### Классификация интерфейсов
Исследователи выделяют четыре группы основных интерфейсов: для моделирования и разработки, графические, интерфейсы, основанные на моторике пользователя и сенсомоторные интерфейсы.
Интерфейсы для моделирования и разработки в свою очередь классифицируются следующим образом:
1. на основе оцифровки реальных объектов;
2. на основе специального программного обеспечения для моделирования объектов;
3. на основе виртуальных конструкторов форм объектов.

Среди сенсорных интерфейсов выделяют:
1. графические, то есть, стереоскопические и моноскопические графические интерфейсы;
2. голосовые, то есть, на основе распознавания речи и звуков;
3. тач-интерфейсы (англ., touch interfaces);
4. интерфейсы, построенные на основе обоняния.

Интерфейсы, основанные на моторике пользователя подразделяются на:
1. интерфейсы на основе определения местоположения и ориентации пользователя
2. интерфейсы на основе технологии обнаружения движений пальцев (обычно с применением перчаток виртуальной реальности)
3. интерфейсы на основе технологии анализа ходьбы пользователя
4. интерфейсы на основе захвата движения пользователя (англ., motion capture interfaces)
5. командные интерфейсы, в которых ведётся управление следующего типа: голосовое, ручное (при помощи компьютерной мыши, джойстика, стилуса), при помощи ног (педальное управление)
6. интерфейсы на основе передвижения пользователя, которые построены на основе использования роликовых коньков, мобильных платформ, гироскопов
7. интерфейсы, основанные на технологии захвата лица, с отслеживанием мимики, движения глаз и губ.

Сенсомоторные интерфейсы представляют собой командные интерфейсы с обратной связью, в которых для управления используются различного рода манипуляторы, джойстики, перчатки виртуальной реальности, экзоскелеты.

### Изображение
В настоящее время существует несколько основных типов систем, обеспечивающих формирование и вывод изображения в системах виртуальной реальности:

#### Шлем виртуальной реальности
Современные шлемы виртуальной реальности (англ. HMD-display) представляют собой скорее очки, нежели шлем, и содержат один или несколько дисплеев, на которые выводятся изображения для левого и правого глаза, систему линз для корректировки геометрии изображения, а также систему трекинга, отслеживающую ориентацию устройства в пространстве. Как правило, системы трекинга для шлемов виртуальной реальности разрабатываются на основе гироскопов, акселерометров и магнитометров. Для систем этого типа важен широкий угол обзора, точность работы системы трекинга при отслеживании наклонов и поворотов головы пользователя, а также минимальная задержка между детектированием изменения положения головы в пространстве и выводом на дисплеи соответствующего изображения.

#### MotionParallax3D-дисплеи
К устройствам этого типа относится множество различных устройств: от некоторых смартфонов до комнат виртуальной реальности (CAVE). Системы данного типа формируют у пользователя иллюзию объёмного объекта за счёт вывода на один или несколько дисплеев специально сформированных проекций виртуальных объектов, сгенерированных исходя из информации о положении глаз пользователя. При изменении положения глаз пользователя относительно дисплеев, изображение на них соответствующим образом меняется. Все системы данного типа задействуют зрительный механизм восприятия объёмного изображения параллакс движения (Motion Parallax). Также, в большинстве своём, они обеспечивают вывод стереоизображения с помощью стереодисплеев, задействуя стереоскопическое зрение. Системы трекинга для MotionParallax3D-дисплеев отслеживают координаты глаз пользователей в пространстве. Для этого используются различные технологии: оптическая (определение координат глаз пользователя на изображении с камеры, отслеживание активных или пассивных маркеров), существенно реже — ультразвуковая. Зачастую системы трекинга могут включать в себя дополнительные устройства: гироскопы, акселерометры и магнитометры. Для систем данного типа важна точность отслеживания положения пользователя в пространстве, а также минимальная задержка между детектированием изменения положения головы в пространстве и выводом на дисплеи соответствующего изображения. Системы данного класса могут выполняться в различных форм — факторах: от виртуальных комнат с полным погружением до экранов виртуальной реальности размером от трёх дюймов.

#### Виртуальный ретинальный монитор
Устройства данного типа проецируют изображение непосредственно на сетчатку глаза. В результате пользователь видит изображение, «висящее» в воздухе перед ним. Устройства данного типа ближе к системам дополненной реальности, поскольку изображения виртуальных объектов, которые видит пользователь, накладываются на изображения объектов реального мира. Тем не менее, при определённых условиях (тёмная комната, достаточно широкое покрытие сетчатки изображением, а также в сочетании с системой трекинга), устройства данного типа могут использоваться для погружения пользователя в виртуальную реальность.
Также существуют различные гибридные варианты: например, система CastAR, в которой получение корректной проекции изображения на плоскости достигается за счёт расположения проекторов непосредственно на очках, а стереоскопическое разделение — за счёт использования световозвращающего покрытия поверхности, на которую ведётся проецирование. Но пока такие устройства широко не распространены и существуют лишь в виде прототипов.
На данный момент самыми совершенными системами виртуальной реальности являются проекционные системы, выполненные в компоновке комнаты виртуальной реальности (CAVE). Такая система представляет собой комнату, на все стены которой проецируется 3D-стереоизображение. Положение пользователя, повороты его головы отслеживаются трекинговыми системами, что позволяет добиться максимального эффекта погружения. Данные системы активно используются в маркетинговых, военных, научных и других целях.

### Звук
Многоканальная акустическая система позволяет производить локализацию источника звука, что позволяет пользователю ориентироваться в виртуальном мире с помощью слуха.

### Имитация тактильных ощущений

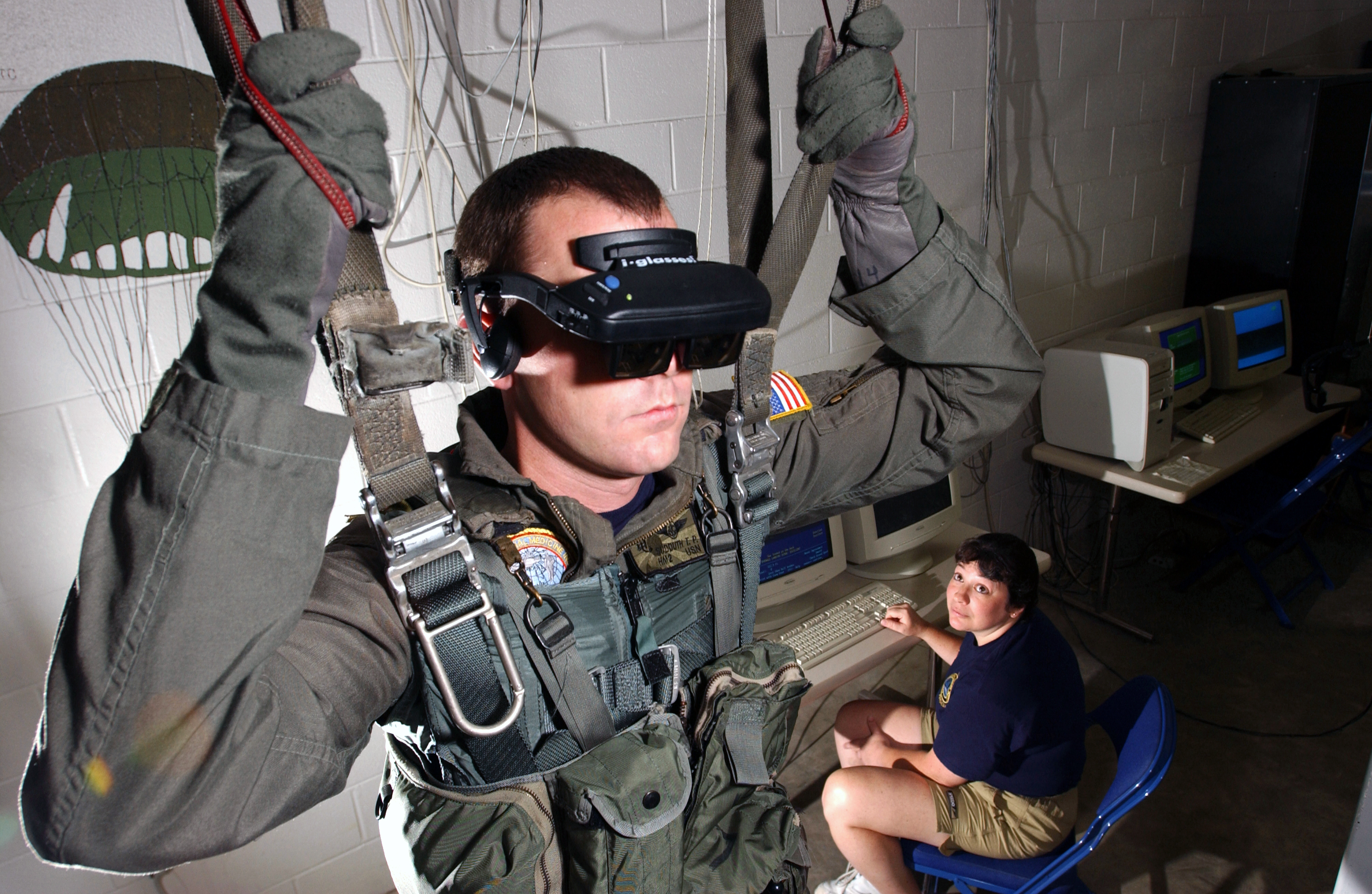
Симулирование прыжка с парашютом

Имитация тактильных или осязательных ощущений уже нашла своё применение в системах виртуальной реальности. Это так называемые устройства с обратной связью.
Применяются для решения задач виртуального прототипирования и эргономического проектирования, создания различных тренажёров, медицинских тренажёров, дистанционном управлении роботами, в том числе микро- и нано-, системах создания виртуальных скульптур.
Также, способность имитировать тактильные ощущения нашла своё применение в игровой сфере.

#### Перчатки виртуальной реальности
Перчатки виртуальной реальности были созданы специалистами из Калифорнийского университета в Сан-Диего, с использованием технологий изготовления мягких роботов. Автор проекта — Майкл Толли (Michael Tolley), профессор механической инженерии в Школы инженерии им. Якобса (Jacobs School of Engineering) вышеуказанного университета.
Перчатки позволяют ощутить тактильный отклик при взаимодействии с объектами виртуальной реальностью, и прошли успешные испытания на виртуальном имитаторе игры на пианино с виртуальной клавиатурой. В отличие от подобных аналогов, данные перчатки изготовлены из мягкого экзоскелета, оборудованного мягкими мышцами, предназначенными для роботов, который делает их намного легче и удобнее в использовании. Тактильная система состоит из трёх основных компонентов:
- сенсор Leap Motion (его функция — определение положения и движения рук пользователя);
- мышцы Mckibben — латексные полости с плетёным материалом — которые откликаются на движения, создаваемые перемещением пальцев пользователя;
- распределительный щит, задача которого состоит в управлении самими мышцами, которые и создают тактильные ощущения.

Планируется, что перчатки виртуальной реальности найдут применение не только в видеоиграх и цифровых развлечениях, но и в хирургии.

### Управление
Среди основных возможных сценариев взаимодействия пользователя с интерфейсом ВР можно выделить следующие:
- выбор объекта (объект должен быть выбран до того, как с ним можно будет выполнить фактическое действие);
- манипуляции с выбранным объектом, то есть, использование функций, которые доступны после его выбора;
- размещение и перемещение объектов, то есть, их свободное позиционирование в любом месте горизонтальной плоскости и вращение вокруг вертикальной оси;
- создание или изменение объектов, то есть, использование функций, которые позволяют выбирать между предопределёнными параметрами, среди которых могут быть, например, тип создаваемого объекта, размер, вес, цвет и т. д.
- введение данных, то есть, ввод текста, выделение выбранных объектов в виртуальном пространстве и т. д.

С целью наиболее точного воссоздания контакта пользователя с окружением применяются интерфейсы пользователя, наиболее реалистично соответствующие моделируемым: компьютерный руль с педалями, рукояти управления устройствами, целеуказатель в виде пистолета и т. д.
Для бесконтактного управления объектами используются как перчатки виртуальной реальности, так и отслеживание перемещений рук, осуществляемое с помощью видеокамер. Последнее обычно реализуется в небольшой зоне и не требует от пользователя дополнительного оборудования.
Перчатки виртуальной реальности могут быть составной частью костюма виртуальной реальности, отслеживающего изменение положения всего тела и передающего также тактильные, температурные и вибрационные ощущения.
Устройство для отслеживания перемещений пользователя может представлять собой свободно вращаемый шар, в который помещают пользователя, или осуществляться лишь с помощью подвешенного в воздухе или погружённого в жидкость костюма виртуальной реальности. Также разрабатываются технические средства для моделирования запахов.
Технология управления движениями глаз Mise-Unseen от Microsoft позволяет производить контроль над виртуальным миром и манипулировать виртуальными предметами движениями глазных яблок.
При проектировании интерфейса системы ВР следует иметь в виду, что обычное взаимодействие с ней может быть затруднено в тех случаях, когда пользователь уже работает с виртуальной средой. Например, возможен сценарий, когда пользователь обучающего приложения виртуальной реальности держит в руках какой-то инструмент, изучая его возможности и способы применения. В таком случае, пользователю может быть неудобно или даже невозможно вызвать справку по данному инструменту, так как его руки уже заняты. В таких приложениях необходимо предусмотреть поддержку голосового управления, обеспечивающегося при помощи специальных встроенных микрофонов. Альтернативой может также являться и управление на основе распознавания жестов.

### Прямое подключение к нервной системе
Описанные выше устройства воздействуют на органы чувств человека, но данные могут передаваться и непосредственно нервным окончаниям, и даже напрямую в головной мозг посредством мозговых интерфейсов. Подобная технология применяется в медицине для замены утраченных чувствительных способностей, но пока она слишком дорога для повседневного применения и не достигает качества передачи данных, приемлемого для передачи виртуальной реальности. На этом же принципе основаны различные физиотерапевтические приборы и устройства, воспроизводящие ощущения реального мира в изменённом состоянии сознания («Радиосон» и др.).

## Применение

Симулятор вождения автомобиля

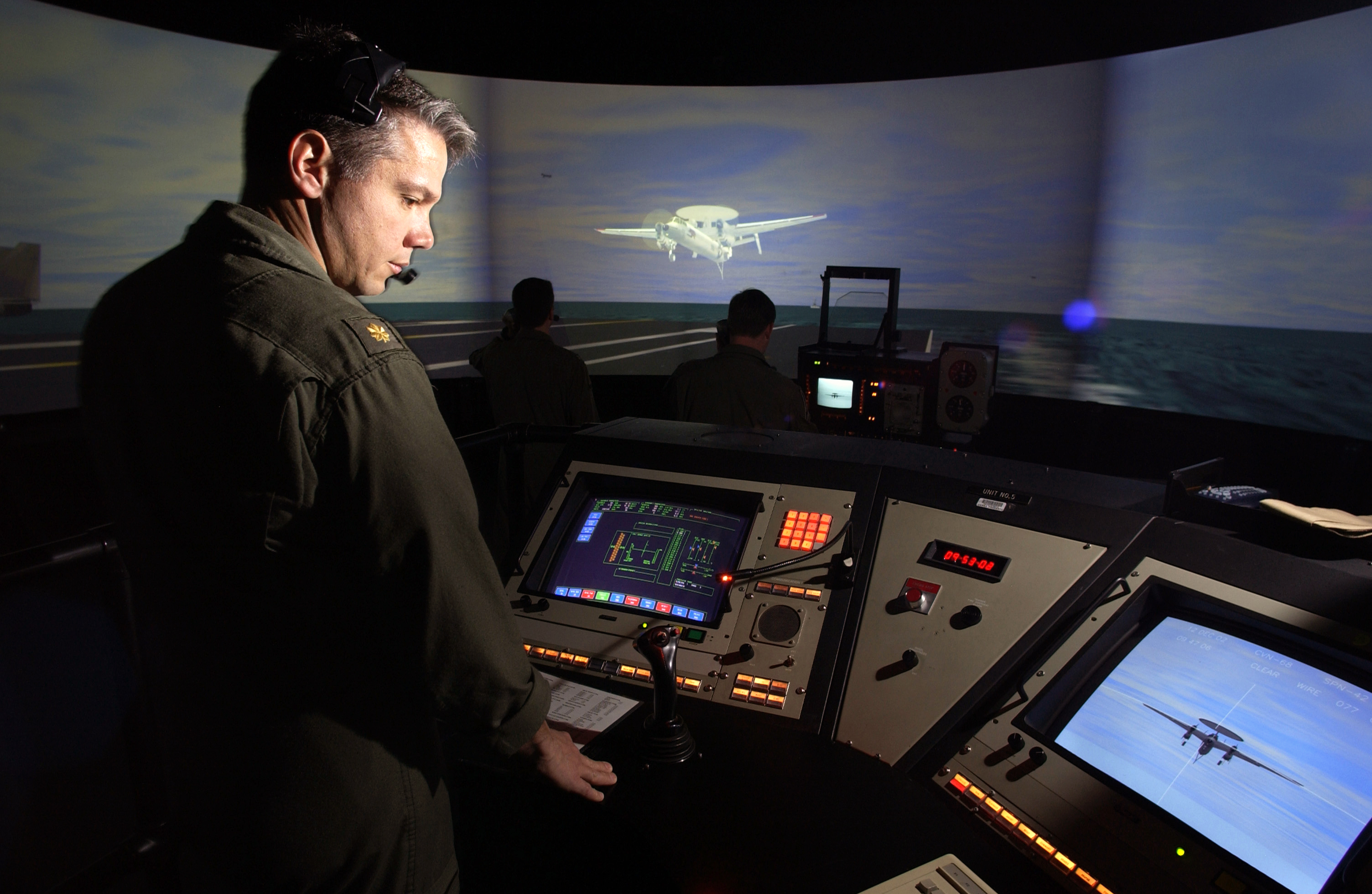
Обучающий симулятор авиадиспетчеров

### Компьютерные игры
Интерактивные компьютерные игры основаны на взаимодействии игрока с создаваемым ими виртуальным миром. Многие из них основаны на отождествлении игрока с персонажем игры, видимым или подразумеваемым.
Существует устоявшееся мнение, что качественная трёхмерная графика обязательна для качественного приближения виртуального мира игры к реальности. Если виртуальный мир игры не отличается графической красотой, схематичен и даже двумерен, погружение пользователя в этот мир может происходить за счёт захватывающего игрового процесса (см. поток), характеристики которого индивидуальны для каждого пользователя.
Существует целый класс игр-симуляторов какого-либо рода деятельности. Распространены авиасимуляторы, автосимуляторы, разного рода экономические и спортивные симуляторы, игровой мир которых моделирует важные для данного рода физические законы, создавая приближенную к реальности модель. Широкое распространение получили аттракционы виртуальной реальности, симуляторы экстремальных ощущений, где не нужно рисковать жизнью или приобретать специальные навыки для того, чтобы полетать на дельтаплане или спуститься по склону на горных лыжах.
Специально оборудованные тренажёры и определённый вид игровых автоматов к выводу изображения и звука компьютерной игры/симулятора добавляют другие ощущения, такие, как наклон мотоцикла или тряска кресла автомобиля. Подобные профессиональные тренажёры с соответствующими реальным средствами управления применяются для обучения пилотов.
Несоответствие команд интерфейса пользователя осуществляемым в игре действиям, его сложность могут мешать погружению в мир игры. С целью снять эту проблему используется не только компьютерная клавиатура и мышь, но и компьютерный руль с педалями, целеуказатель в виде светового пистолета и другие игровые манипуляторы.

### Обучение
Виртуальная реальность применяется для обучения профессиям, где эксплуатация реальных устройств и механизмов связана с опасными условиями работ, повышенным риском либо большими затратами (пилот самолёта, машинист поезда, диспетчер, водитель, горноспасатель и т. п.).
За последние несколько лет «виртуальность» в сфере образования была признана мощным и эффективным инструментом поддержки обучения. В частности, виртуальные миры позволяют выполнять конкретные задачи в различных «настройках», созданных в качестве сценариев для определённых целей обучения.
Западный резервный университет Кейза дал согласие на внедрение технологии дополненной реальности от Microsoft в обучении студентов.

### Видео
Согласно опросу, проведённому в конце 2015 года, примерно 66 % опрошенных на вопрос ожиданий от виртуальной реальности указали, что они вероятно или определённо хотят попробовать все формы интерактивных развлечений, включая кино, телевидение или другую видеопродукцию[значимость факта?]

### Промышленность
Технология виртуальной реальности является составной частью четвёртой промышленной революции. Она применяется на сборочных линиях.

### Строительство
В строительстве виртуальная и дополненная реальности развиваются по двум направлениям:
- Создание проекта: AR/VR помогают архитекторам, конструкторам, инженерам найти оптимальные проектные решения, «прочувствовать» объём, отследить коллизии (например, выпирающую ступеньку, о которую можно удариться головой).
- Визуализация проекта для заказчика: позволяет, не перемещаясь на строительную площадку, показать покупателю его будущий объект, будь то квартира или завод.

## История
До эры компьютерных технологий под виртуальностью понимали объект или состояние, которые реально не существуют, но могут возникнуть при определённых условиях.
Понятие искусственной реальности было впервые введено Майроном Крюгером (англ. Myron Krueger) в конце 1960-х. В 1964 году Станислав Лем в своей книге «Сумма Технологии» под термином «Фантомология» описывает задачи и суть ответа на вопрос «как создать действительность, которая для разумных существ, живущих в ней, ничем не отличалась бы от нормальной действительности, но подчинялась бы другим законам?». Первая система виртуальной реальности появилась в 1962 году, когда Мортон Хейлиг (англ. Morton Heilig) представил первый прототип мультисенсорного симулятора, который он называл «Сенсорама» (Sensorama). Сенсорама погружала зрителя в виртуальную реальность при помощи коротких фильмов, которые сопровождались запахами, ветром (при помощи фена) и шумом мегаполиса с аудиозаписи. В 1967 году Айвен Сазерленд (англ. Ivan Sutherland) описал и сконструировал первый шлем, изображение на который генерировалось при помощи компьютера. Шлем Сазерленда позволял изменять изображения соответственно движениям головы (зрительная обратная связь).
В 1970-х годах компьютерная графика полностью заменила видеосъёмку, до того использовавшуюся в симуляторах. Графика была крайне примитивной, однако важным было то, что тренажёры (это были симуляторы полётов) работали в режиме реального времени. Первой реализацией виртуальной реальности считается «Кинокарта Аспена», созданная в Массачусетском Технологическом Институте в 1977 году. Эта компьютерная программа симулировала прогулку по городу Аспен, штат Колорадо, давая возможность выбрать между разными способами отображения местности. Летний и зимний варианты были основаны на реальных фотографиях.
В середине 1980-х появились системы, в которых пользователь мог манипулировать с трёхмерными объектами на экране благодаря их отклику на движения руки. В 1989 году Джарон Ланьер ввёл более популярный ныне термин «виртуальная реальность». В фантастической литературе поджанра киберпанк виртуальная реальность есть способ общения человека с «киберпространством» — некой средой взаимодействия людей и машин, создаваемой в компьютерных сетях.
В данный момент технологии виртуальной реальности широко применяются в различных областях человеческой деятельности: проектировании и дизайне, добыче полезных ископаемых, военных технологиях, строительстве, тренажёрах и симуляторах, маркетинге и рекламе, индустрии развлечений и т. д. Объём рынка технологий виртуальной реальности в 2004 году оценивался в 15 млрд долларов в год.

## Философское понятие
Философия абстрагирует идею виртуальной реальности от её технического воплощения. Виртуальную реальность можно толковать как совокупность моделируемых реальными процессами объектов, содержание и форма которых не совпадает с этими процессами. Существование моделируемых объектов сопоставимо с реальностью, но рассматривается обособленно от неё — виртуальные объекты существуют, но не как субстанции реального мира. В то же время эти объекты актуальны, а не потенциальны. «Виртуальность» (мнимость, ложная кажимость) реальности устанавливается по отношению к обусловливающей её «основной» реальности. Виртуальные реальности могут быть вложены друг в друга При завершении моделирующих процессов, идущих в «основной» реальности, виртуальная реальность исчезает..
В контексте цифровой физики виртуальная реальность может рассматриваться как неотличимая от базовой (физической) реальности в том смысле, что это вариант цифровой модели реальности.

### Свойства
Независимо от реализации виртуальной реальности, в ней можно выделить следующие свойства (по Н. А. Носову):
- порождённость (виртуальная реальность производится другой, внешней к ней реальностью),
- актуальность (существует актуально, в момент наблюдения, «здесь и сейчас»),
- автономность (имеет свои законы бытия, времени и пространства);
- интерактивность (может взаимодействовать с другими реальностями, тем не менее, обладая независимостью).

По философской концепции С. С. Хоружего компьютерную виртуальную реальность можно характеризовать как многомодусное бытие, то есть бытие, допускающее множество вариантов и сценариев развития событий.

## Виртуальная реальность и киберпсихоз
Пребывание в виртуальной реальности сопряжено с функциональным расстройством, называемым киберболезнью (англ., cybersickness). Симптомами киберболезни являются: тошнота, головная боль, бледность, сухость во рту, дезориентация, рвота. Киберболезнь возникает, тогда, когда пользователь визуально воспринимает, что он перемещается в виртуальной среде несмотря на то, что физически он остаётся неподвижен. Поэтому, использование стандартного устройства управления, такого как мышь или клавиатура, может привести к киберболезни, вызвав конфликт в сенсорной системе. В таких случаях используют перемещение в виртуальной среде с постоянной скоростью в направлении взгляда пользователя или применяют телепортацию в качестве альтернативы.

## Дополненная реальность
Дополненная реальность — добавление к поступающим из реального мира ощущениям мнимых объектов, обычно вспомогательно-информативного свойства. В западном научном сообществе данное направление получило устоявшуюся терминологию — англ. Augmented Reality, AR. По своей сути, это родственное искусственной реальности явление.
Известным примером дополненной реальности может служить нашлемное целеуказание в самолётах-истребителях (Су-27 и др.), вывод дополнительной информации на ветровое стекло автомобиля.

## Известные реализации
- Second Life — сетевой трёхмерный виртуальный мир с элементами социальной сети, который насчитывает свыше 1 млн активных пользователей. Самая популярная на сегодняшний день реализация виртуальной реальности.
- Active Worlds
- На платформе AltspaceVR[англ.] реализована деятельность Церкви виртуальной реальности — протестантской пятидесятнической религиозной организации, проводящей богослужения в виртуальном пространстве.